# Monroe (Nebraska)
Monroe is een plaats (village) in de Amerikaanse staat Nebraska, en valt bestuurlijk gezien onder Platte County.

## Demografie
Bij de volkstelling in 2000 werd het aantal inwoners vastgesteld op 307. In 2006 is het aantal inwoners door het United States Census Bureau geschat op 310, een stijging van 3 (1,0%).

## Geografie
Volgens het United States Census Bureau beslaat de plaats een oppervlakte van 0,5 km², geheel bestaande uit land. Monroe ligt op ongeveer 464 m boven zeeniveau.

## Plaatsen in de nabije omgeving
De onderstaande figuur toont nabijgelegen plaatsen in een straal van 20 km rond Monroe.